# John Collier (atleta)
John Sheldon Collier (26 settembre 1907 – 31 ottobre 1984) è stato un ostacolista statunitense.

## Palmarès

### Olimpiadi
- Bronzo a Amsterdam 1928 nei 110 metri ostacoli.